# Aplopsis discedens
Aplopsis discedens är en skalbaggsart som beskrevs av Blackburn 1898. Aplopsis discedens ingår i släktet Aplopsis och familjen Melolonthidae. Inga underarter finns listade i Catalogue of Life.